# General Alvear megye (Mendoza)
General Alvear egy megye Argentína nyugati részén, Mendoza tartományban. Székhelye General Alvear.

## Népesség
A megye népessége a közelmúltban a következőképpen változott:
| Év   | Lakosság |
| ---- | -------- |
| 2001 | 43 841   |
| 2010 | 46 429   |